# 欧阳文风
欧阳文风牧师（1970年6月18日—:71）本名杨文凌，马来西亚旅美华裔作家、时事评论员、纽约大都会社区教会牧师、社会学教授，曾是《星洲日报》记者，也是同志平权运动人士。

## 生平
2012年8月4日，歐陽牧師和非洲裔美國音樂劇製作人菲尼斯·紐邦三世（Phineas Newborn III），返回馬來西亞著西裝舉行華人傳統婚禮。兩人先前已於2011年8月31日大馬國慶日當天，著馬來傳統服飾舉辦西式婚禮，並在美國紐約註冊結婚。